# 走査型マイクロ波顕微鏡
走査型マイクロ波顕微鏡（そうさがたマイクロはけんびきょう Scanning Microwave Microscopy : SMM）とはマイクロ波の走査により画像を得る顕微鏡。

## 概要
マイクロ波は可視光と比較してはるかに波長が長いため、そのままでは分解能を高める事ができない。そこで走査型近接場光顕微鏡の概念をマイクロ波の帯域にまで拡張する事によって分解能を高める方法と原子間力顕微鏡の手法を適用して分解能を高める手法がある。
走査型近接場光顕微鏡の手法ではマイクロ波の照射位置を局所的に絞って試料を相対的に走査する。近接場光学顕微鏡(Near-field Optical Microscopy: NOM)の原理は1928年にEdward Hutchinson Syngeによって提案されていたが、実際に作動する原型が作られたのは走査型マイクロ波顕微鏡の方が近接場光学顕微鏡よりも早く、1972年にEA AshとG Nichollsによってマイクロ波領域で実験的に検証された経緯がある。構造は「空洞共振器」に小さな穴を開けてそこから漏れたマイクロ波を穴に密着した試料の微小領域にあてて、試料をX-Yステージを用いて機械的に走査することでマイクロ波ビームを走査する。この方法で200nm程度の分解能が得られる。
原子間力顕微鏡の手法ではカンチレバーの先端の探針からマイクロ波を局所領域に照射して、その反射応答を計測することで、特に半導体の場合にはキャリア濃度に相関した信号を得る。キャリア濃度が高いほどマイクロ波の反射率が大きくなるため、キャリア濃度分布に相関した像を得られ、得られる信号の強度はキャリア濃度に線形に相関するため、定量性が高い。キャリア濃度の高い領域では、空間分解能は10nm程度まで得られるものの、キャリア濃度の低い領域では、数百nmに低下する。

## 用途
- 材料分析